# Ташкентская декларация (1966)
Ташкентская декларация 1966 года — дипломатическое соглашение, подписанное 10 января 1966 года в результате встречи в Ташкенте (Узбекская ССР) президента Пакистана М. Айюб Хана с премьер-министром Индии Л. Б. Шастри при участии председателя Совета Министров СССР А. Н. Косыгина. Встреча была предпринята по инициативе СССР для нормализации отношений между Индией и Пакистаном после войны между двумя странами в 1965 году.
Декларация предусматривала меры по ликвидации последствий конфликта, в том числе отвод вооружённых сил обеих стран на позиции, которые они занимали до начала боевых действий, возобновление нормальной деятельности дипломатических представительств, обсуждение мер по восстановлению между Индией и Пакистаном экономических и торговых связей.
На другой день после подписания декларации премьер-министр Индии Лал Бахадур Шастри скончался в Ташкенте в возрасте 61 года от сердечного приступа. 